# Fredrika Ek
Fredrika Ek, född 21 oktober 1991 i Hudiksvall, är en svensk äventyrare.

## Jorden runt 2015–2018
Fredrika Ek cyklade jorden runt på egen hand 2015–2018.

Milstolpar:
- Lämnade hemstaden Sundsvall 8 mars 2015.[2]
- Cyklade genom Sverige, Danmark, Tyskland, Tjeckien, Österrike, Slovenien, Kroatien, Bosnien-Hercegovina, Montenegro, Albanien, Makedonien, Grekland, och anlände till Turkiets gräns 15 maj 2015.
- Fortsatte genom Turkiet, Iran, Turkmenistan, Uzbekistan, Tadzjikistan och Kirgizistan.[3]
- Vidare genom Kina, Laos, Vietnam, Kambodja, Thailand, Malaysia till Singapore.
- Flyg till Darwin, Australien, och cykling via glesbydgen till Sydney, och sedan längs hela Nya Zeeland.
- Efter flyg till Ushuaia, Argentina, och cykling genom Chile, Bolivia och Peru till Ecuador.
- Planen var att fortsätta till USA och cykla från kust till kust och flyga till Spanien.
- Men planen ändrades till att flyga från Ecuador till Togo i Afrika.[4] Sedan cyklade hon längs Afrikas kust genom Ghana, Elfenbenskusten, Guinea, Senegal, Mauretanien och Västsahara till Marocko.
- Sedan Spanien, Frankrike, Schweiz, Tyskland och Danmark, där hon nådde sin tidigare cykelväg och därmed cyklat jorden runt.
- Vidare genom Sverige[5] och återkomst till Sundsvall 13 januari 2018.[6]

Fredrika Ek har under cyklingen drivit en välgörenhetsinsamling som gett över 700 000 kr.
För detta äventyr vann Ek det europeiska priset "European Adventurer of the Year 2017". Hon vann även det svenska priset "Årets kvinnliga äventyrare 2017".

## Andra aktiviteter
Fredrika Ek har spelat tennis på elitnivå och har varit Norrlandsmästare fem gånger.